# SB C&S
SB C&S株式会社（英称：SB C&S Corp.）は、IT関連製品の製造・流通・販売、IT関連サービスの提供をする。
2019年1月1日、ソフトバンク コマース&サービス株式会社から商号変更した。

## 沿革
- 2014年（平成26年）
  - 2月18日 - ソフトバンクBBのコマース&サービス事業を4月1日付けで分割し、ブライトスターの子会社化にすると発表[1]。
  - 4月1日 - ソフトバンクBBからコマース&サービス事業を新設分割し、ソフトバンク コマース&サービス株式会社設立[2]。
- 2017年（平成29年）5月15日 - 直接の親会社である、SB C&S ホールディングス合同会社（現・SB C&S ホールディングス株式会社）が、ソフトバンクの完全子会社となる[3]。
- 2019年（平成31年）1月1日 - SB C&S株式会社に商号変更[4]。